# Andrii Ponomar
Andrii Ponomar (Chernígov, 5 de septiembre de 2002) es un ciclista profesional ucraniano que compite con el equipo Petrolike.

## Trayectoria
En febrero de 2021 se convirtió en ciclista profesional tras firmar con el Androni Giocattoli-Sidermec. Ese mismo año debutó en el Giro de Italia, siendo el más joven en competir en la prueba desde 1929. Y no tardó en lograr su primera victoria, algo que hizo unas semanas después de participar en la Corsa Rosa al imponerse en la prueba en ruta del campeonato nacional.
En 2022 volvió a tomar la salida en el Giro de Italia y acabó el año fichando por el Arkéa Samsic para competir en el UCI WorldTour. Su etapa en el equipo francés duró hasta julio después de llegar a un acuerdo para rescindir su contrato. Entonces se unió al Team Corratec-Selle Italia para lo que quedaba de temporada y la siguiente.

## Palmarés
2021
- Campeonato de Ucrania en Ruta

## Resultados en Grandes Vueltas
| Carrera | Carrera         | 2021 | 2022  | 2023 | 2024 |
| ------- | --------------- | ---- | ----- | ---- | ---- |
|         | Giro de Italia  | 67.º | 117.º | —    | —    |
|         | Tour de Francia | —    | —     | —    | —    |
|         | Vuelta a España | —    | —     | —    | —    |

—: no participa

Ab.: abandono

## Equipos
- Androni Giocattoli (2021[1] -2022)
  - Androni Giocattoli-Sidermec (2021)
  - Drone Hopper-Androni Giocattoli (2022)
- Arkéa Samsic (2023)[2]
- Team Corratec (2023-2024)[3]
  - Team Corratec-Selle Italia (2023)
  - Team Corratec-Vini Fantini (2024)
- Petrolike (2025-)